# Bidule
Biduleは、カナダの会社 Plogue Arts and Technology によって開発されている、直感的な操作性を持つコンピュータミュージックとマルチメディアの創作作業の為のプロダクトウェアである。これのネイティブバイナリは、Microsoft WindowsとMac OS X上で動作させる事ができる。

## 概要
BiduleはAudioMulch、Reaktor、Pure Data、それとMax/MSPと同じように非常にモジュール性が高く、パッチコードの暗喩に基づくモジュラー構造を採用している。モジュラー構造を用いたハードウェア・シンセサイザーの具体例を挙げるとするならば、モーグ・シンセサイザーが挙げられる。
個々のモジュールはbidulesと呼ばれる。
（Plogue Webサイトでは"Bidule"という単語をフランス語で"ブツ（thingy)"または"ガジェット"と呼んでいる。）

## Bidules/ガジェット
Bidulesの設定や接続、レイアウトもしくはサブ・パッチと呼ばれるグループは、更に別のBidulesの中に組み込むことができ、それを取り出して別の場所に保存することができる。
このプログラムは、スペクトル解析、ミキシング、リアルタイム音声処理、MIDI、オープンサウンドコントロール）の機能を持つ。ReWireミキサー、またはデバイスとして動作させることができる。スタンドアロン、そのもの単体でVST、VSTi、AUプラグインとして実行することができ、また同じようにホストとしても動作することができる。
ASIOドライバ / CoreAudioを低いレイテンシーで用いるオーディオの為にサポートしている。パラメータはMIDIやOSC入力、または他のモジュールのパラメータに同期させることができる。
100以上のBidules（モジュール）とそのグループが利用可能であり、またBidules（モジュール）は、ハイレベルな数学的振る舞いと音声信号波形の処理能力を組み込まれている。

## 機能
- ステップシーケンサーによるMIDI編集、シーケンス・ルーパー、モニタ、フィルタなどのMIDIシーケンスの幅広い加工機能
- オーディオサンプルが使用可能
- オーディオのスペクトル解析、アナライザ、ミキシング、クロスフェーダーなどの幅広い音声加工機能
- ReWireホスト・ミキサー・スレイブ動作対応可能
- VST、VSTi、AUプラグインのホストとして動作可能
- VST、VSTi、AUプラグインを製作可能
- OSC対応
- OpenGLによる縮小拡大可能なモジュラー編集画面
- Windows OS 64bit版に対応

## 競合ソフトウェア
- Max/MSP
- Reaktor